# Вторник (песня)
«Вторник» — песня российского поп-панк-дуэта «Кис-кис», являющаяся частью их дебютного мини-альбома «Магазин игрушек для взрослых», выпущенного 13 сентября 2019 года лейблом Rhymes Music через цифровую дистрибуцию. На следующий год после релиза альбома рэпер GONE.Fludd в рамках YouTube-шоу «Поменялись хитами» исполнил свою версию композиции. «Вторник» в его исполнении вышел на следующий день, 7 июля 2020 года, в качестве сингла.
Песня была написана самим коллективом и рассказывает историю девушки, уставшей от трудовых будней и учёбы и решившей посветить вторник для «ленивого» отдыха в одиночестве: просмотра кино, сериалов и поеданию фастфуда. Кавер Александра «GONE.Fludd» Смирнова содержит некоторые изменения в тексте песни: так, из «Вторника» были убраны начальный куплет, обсценная лексика, а род некоторых слов изменён с женского на мужской.
Оригинальный «Вторник» в исполнении «кис-кис» получил в целом смешанные отзывы, как и альбом «Магазин игрушек для взрослых», — критики сочли работу вторичной. Версия же рэпера GONE.Fludd была встречена более благосклонно, среди плюсов кавера были отмечены запоминаемость мотива в новом исполнении и её кардинально отличное от первоисточника звучание.

## Создание и релиз
Текст песни, как и большая часть других работ группы, была написана Софьей Сомусевой и Алиной Олешевой. Музыка также была спродюсирована коллективом. Аранжировка «Вторника» выполнена по стандартам калифорнийского поп-панка, как и большинство других композиций дуэта. «Вторник» рассказывает историю лирической героини, уставшей от трудовых будней и учёбы и решившей посветить вторник для «ленивого» отдыха в одиночестве: просмотра кино, сериалов и поеданию фастфуда с пивом.
Песня вышла в рамках дебютного мини-альбома группы, «Магазин игрушек для взрослых», выпущенного 13 сентября 2019 года лейблом Rhymes Music через цифровую дистрибуцию. При этом «Вторник» не выходил в качестве сингла — отдельного релиза удостоилась другая композиция с альбома, «лбтд» («Лучше бати только дед»), на который также был выпущен музыкальный клип.

### Кавер-версия
6 июля в рамках YouTube-шоу «Поменялись хитами» на канале «Студия 69» рэпер GONE.Fludd и «Кис-кис» исполнили каверы на наиболее популярные и известные песни друг друга. «Кис-кис» перепели «Кубик льда» из альбома Boys Don’t Cry, предположив, что GONE.Fludd в свою очередь исполнит одну из их самых популярных работ — песню «Молчи» из мини-альбома «Магазин игрушек для взрослых». GONE.Fludd же вместо этого взял другую песню с альбома, а именно гораздо менее популярный «Вторник». Алина и Софья, участницы «кис-кис», оценили работу Александра и дали разрешение на дальнейшее исполнение его версии их песни, после чего уже на следующий день, 7 июля, состоялся релиз кавера на музыкальных стриминговых платформах.
Версия песни Александра «GONE.Fludd» Смирнова разительно отличается от оригинала «кис-кис»: динамичная панк-рок композиция стала более спокойной и мелодичной, а текст был переписан таким образом, чтобы убрать всю обсценную лексику. Помимо этого, новая вариация «Вторника» стала на минуту короче по продолжительности. Сам Александр остался доволен коллаборацией и позже признавался, что хотел бы записать с «кис-кис» полноценный совместный трек.

## Восприятие
Рецензент Алексей Мажаев, представляющий информационное агентство InterMedia, в своём обзоре на мини-альбом «Магазин игрушек для взрослых» критично высказался о песне, отметив, что хоть «Вторник» многообещающе начинается «с энергичных запилов в стиле AC/DC», тем не менее очень быстро «скатывается в довольно дурацкую историю о девичьем вторничном досуге», скрашиваемую лишь «задорной» нецензурной бранью. Ксения Ячменева из «РокКульта» наоборот, оценила «Вторник», включив его в свой топ-5 песен группы, которые «зайдут с первого раза». По мнению Ячменевой, песня «всё-таки даёт пару очков панк-атмосфере группы»; она назвала её «девизом для настоящих панков».
Кавер-версия песни, исполненная рэпером GONE.Fludd, получила более однозначный и положительный отзыв обозревателя сайта «ТНТ Music» Артёма Кучникова. Он охарактеризовал новую интерперетацию как «урбанистический поп» и назвал её более «прилипчивой» чем оригинал, а также цепляющей за счёт своего кардинально отличного от оригинала звучания.

## Список композиций
| №  | Название  | Текст песни | Музыка    | Длительность |
| -- | --------- | ----------- | --------- | ------------ |
| 1. | «Вторник» | «кис-кис»   | «кис-кис» | 2:52         |

| №  | Название  | Текст песни           | Музыка                      | Длительность |
| -- | --------- | --------------------- | --------------------------- | ------------ |
| 1. | «Вторник» | «кис-кис», GONE.Fludd | «кис-кис», Technology Beats | 1:52         |